# Metoda kręgów naprawczych
Metoda kręgów naprawczych (także: Kręgi naprawcze) – metoda rozwiązywania konfliktów w grupach facylitatorskich, której autorem był Dominic Barter, łącząca ideę sprawiedliwości naprawczej z modelem komunikacji Porozumienie Bez Przemocy.

## Historia
Metoda powstała w Stanach Zjednoczonych w latach 90. XX wieku i slumsach brazylijskiego Rio de Janeiro jako proces szukania sposobów reakcji na przestępstwa, konflikty i łamanie zasad społecznych przy jednoczesnym odejściu od dynamiki karania i strachu. W Brazylii dzięki wprowadzeniu metody w niektórych slumsach przestępczość spadła prawie o połowę. W Polsce kręgi naprawcze zaczęto stosować w początku 2010.

## Charakter
Metoda ta obejmuje całe lokalne społeczności i polega na wysłuchaniu oraz wzięciu pod uwagę stanowisk wszystkich ich członków, których dotyczy przedmiot konfliktu zarówno w sensie bezpośrednim, jak i pośrednim. Opiera się na zorganizowaniu serii spotkań o charakterze naprawczym i dobrowolnym udziale uczestników, które są prowadzone przez facylitatora. Wzajemnemu zrozumieniu sprzyja możliwość wypowiedzenia się przez każdego i obowiązek wysłuchania wszystkich uczestników spotkań. Powyższe sprzyja też konstruktywnemu podejściu do przedmiotu sporu i uruchomieniu aktywności własnej poszczególnych jednostek. Owocem pracy kręgu jest wspólne rozwiązanie problemu lub określenie stopnia zadośćuczynienia akceptowanego przez wszystkich zainteresowanych, co trwa niejednokrotnie bardzo długo i może przybierać nietypowe formy, wynik jest jednak do przyjęcia dla wszystkich i charakteryzuje się wysokim zrozumieniem oraz trwałością. Ze względu na przebieg i charakter metoda szczególnie nadaje się do wdrażania w środowiskach szkolnych.
W metodzie używa się określeń: „autor czynu” i „odbiorca czynu” w miejsce takich pojęć jak agresor, sprawca, ofiara czy poszkodowany, co ma na celu uniknięcie stygmatyzacji i związanych z nią stereotypowych oczekiwań: ukarania sprawcy i zadośćuczynienia ofierze.

## Etapy
Proces dzieli się na trzy etapy:
- krąg otwierający, mający na celu przygotowanie uczestników i facylitatora oraz wprowadzenie ich w temat,
- krąg wspólny będący zasadniczym spotkaniem wszystkich zainteresowanych sprawą,
- krąg zamykający (ewaluacja), podsumowujący wyniki procesu i efekty realizacji zadań[1].